# Jonatan Livingston Galeb
Jonatan Livingston Galeb (izvirno angleško Jonathan Livingston Seagull) je kratka novela pisatelja Richarda Bacha, izdana leta 1970. Govori o galebu, ki se uči o življenju na način, da se odloči učiti veščine letenja in se na ta način samoizpopolnjuje. V slovenskem prevodu Janeza Gradišnika smo jo dobili leta 1974 (COBISS). Prevod so pri založbi Mladinska knjiga mnogokrat ponatisnili, nazadnje leta 2008.

## Vir
Bach, Richard. Jonatan Livingston Galeb. Mladinska knjiga, Ljubljana 2008 (COBISS)